# Персона (сателит)
Персона је класа руских шпијунских извиђачких сателита, који проистичу из Ресурс-ДК класе, сателита за даљинску детекцију, Наследници су совјетске класе сателита Јантар. Изграђени су у „ЦСКБ-Прогресс", Самара, а оптика је производ сарадње Петербуржког ЛОМО оптосистема и Државног института Вавилов. Свега их је направљено и пуштено два примерка и њима управља ГРУ генералштаба, за потребе Ваздушно космичке одбране Русиких оружаних снага.

## Историја и развој
Конкурс за стварање новог сателита за оптичко-електронско извиђање "Персона" Министарство одбране је одржало 2000. године. Разматрно је два конкурентска пројекта Самарског ракетно-космонаутичког центра „Прогрес", у конкуренцији са Аерокосмонаутичким конструционим бироом „Лавочкин". Пројекат Прогреса је дубока модификација претходне генерације сателита "Неман" (класа "Јантар"), користећи многа техничка решења примењеним на цивилне сателите "Ресурс-ДК". У основи пројекта Лавочкина такође је напредна претходна сателитска генерација " Аракс ". После победе на тендеру пројекта "Персона", лансирање првог апарата планирано је за 2005. годину, али је због кашњења тестирања на земљи, лансира се тек у 2008. години.

## Опис
Платформа "Персона" је заснована на "Ресурс-ДК " и даљи је развој совјетских војних сателита Амбер-4КС1 "Терилен" и Амбер-4КС1М "Неман". Поред тога, она користи нови оптички систем, који је створен у Оптички-машинској корпорацији ЛОМО 17В321, што надмашује све системе који су направљени у Русији и Европи од 2001. године и приближава се перформансама великих америчких система надзора. Према незваничним подацима, његова резолуција би требало да буде 30 см.
Укупна маса сателита је више од 7 тона, а предвиђени рок употребе је 7 година.

## Сателити
- Први сателит, идентификован као Космос 2441, лансиран је на висини 750 км од Земље у хелиосинхрону орбиту, 26. јула 2008. године, на врху Сојуз-2.1б ракети- носачу из ЛЦ-43/4 са космодрома Плесецк. Наводно није успео да се пошаље корисне снимке, због електричног квара.[6]
- Други сателит, Космос 2486, покренут је 7. јуна 2013. године.[7]